# Desmodium setigerum
Desmodium setigerum är en ärtväxtart som först beskrevs av Ernst Meyer, och fick sitt nu gällande namn av William Henry Harvey. Desmodium setigerum ingår i släktet Desmodium och familjen ärtväxter. Inga underarter finns listade i Catalogue of Life.